# Émile Bréhier
Émile Bréhier (Bar-le-Duc, 12 april 1876 - Parijs, 3 februari 1952) was een Franse filosoof en historicus van de filosofie. Hij is vooral bekend door zijn werk in de klassieke filosofie en die van de Hellenistische periode in het bijzonder. 

## Leven
De kunsthistoricus Louis Bréhier was zijn broer. 
Na in 1900 te zijn afgestudeerd in de filosofie gaf hij les aan het lyceum van Coutances, en van 1903 tot 1908 aan het lyceum van Laval en het lyceum van Beauvais. In 1908 werd hij doctor in de letteren met een these over Philo van Alexandrië. Daarna gaf hij les aan de faculteiten van Rennes en Bordeaux en ten slotte vanaf 1919 aan de Sorbonne. 
Hij werd in 1914 gemobiliseerd in het 344e infanterieregiment, waar hij tot onderluitenant werd benoemd. Hij werd twee keer voorgedragen; een keer voor de orde van de divisie en een keer voor de orde van het leger. Nadat hij zwaargewond was geraakt werd zijn linkerarm geamputeerd. Hij werd benoemd tot Ridder in het Legioen van Eer.
Vanaf 1925 werkte hij aan de Universiteit van Caïro en vanaf 1936 aan die van Rio de Janeiro. Hij was hoofdredacteur van de Revue Philosophique en van de L'Encyclopédie Philosophique. Hij is de schrijver van verschillende belangrijke werken over de Griekse en Middeleeuwse filosofie. Ook zijn Histoire de la Philosophie (Geschiedenis van de filosofie) in zeven delen, die ook in het Engels werd vertaald, wordt geroemd. Bréhier was in 1945 aan de Sorbonne de opvolger van de in 1941 overleden Henri Bergson aan de Académie des sciences morales et politiques.

## Zienswijzen
Hij was een vroege volgeling van Bergson. In de jaren dertig van de twintigste eeuw bestond er een invloedrijke zienswijze dat Bergsonisme en Neoplatonisme met elkaar verwant waren. Bréhier wordt gezien als "de enige figuur in de Franse geschiedenis die de Hegeliaanse interpretatie van het Neoplatonisme aanhing", maar die tegelijkertijd een Neokantiaanse tegenstander van Hegel was.
Bréhier beïnvloedde onder anderen Paul Dibon en Freddie Copleston. 

## Werken
- (fr)  Schelling (1912)
- (fr)  Histoire de la philosophie allemande (Geschiedenis van de Duitse filosofie) (1921)
- (fr)  La Philosophie de Plotin (De filosofie van Plotinus)
- (fr)  Plotin: Ennéades (Plotinus: Enneaden) (vertaling in het Frans), Collection Budé, 1924-1938
- (fr)  Histoire de la philosophie - I Antiquité et moyen age (Oudheid en Middeleeuwen) (drie delen), II De moderne filosofie (vier delen)
- (fr)  Histoire de la philosophie, fascicule supplémentaire: la philosophie en Orient (De filosofie in de Oriënt) (1948) met Paul Masson-Oursel
- (fr)  Chrysippe et l'ancien stoicisme (Chrysippos en het antieke stoïcisme) (Parijs, 1951)
- (fr)  Études de philosophie antique (Studie van de antieke filosofie) (1955)

## Voetnoten
1. ↑  Paul Andrew Passavant, Jodi Dean, Empire's New Clothes: Reading Hardt and Negri (De nieuwe kleren van de keizer: Het lezen van Hardt en Negri) (2004), p. 218.
2. ↑  http://classics.dal.ca/Faculty%20and%20Staff/Neoplatonism_and_Con.php; Hankey p. 120 in Jean-Marc Narbonne, W. J. Hankey, Levinas and the Greek Heritage & One Hundred Years of Neoplatonism in France (Levinas en de Griekse erfenis & Honderd jaar Neoplatonisme in Frankrijk) (2006).
3. ↑  Bruce Baugh, French Hegel: From Surrealism to Postmodernism (Frans Hegelianisme: van surrealisme naar postmodernisme) (2003), noot p. 183.

- Bibsys: 90330341
- Biblioteca Nacional de Chile: 000087537
- Biblioteca Nacional de España: XX937215
- Bibliothèque nationale de France: cb118938741 (data)
- Catàleg d'autoritats de noms i títols de Catalunya: 981058509004506706
- CiNii: DA00791121
- Digitale Bibliotheek voor de Nederlandse Letteren: breh001
- Gemeinsame Normdatei: 117630365
- International Standard Name Identifier: 0000 0001 2117 1173
- Library of Congress Control Number: n89658911
- Nationale Bibliotheek van Letland: 000084583
- Base Léonore: 19800035/7/801
- Bibliotheek van het Japanse parlement: 00434265
- Nationale Bibliotheek van Tsjechië: ola2002153775
- Nationale bibliotheek van Australië: 36015933
- Nationale Bibliotheek van Israël: 987007477212705171
- Nationale Bibliotheek van Polen: a0000001863644
- Nationale en Universitaire bibliotheek Zagreb: 000720024
- Nederlandse Thesaurus van Auteursnamen: 071091459
- Istituto Centrale per il Catalogo Unico: RAVV040869
- SNAC: w6c54fxz
- Système universitaire de documentation: 026750937
- Trove: 1186664
- Virtual International Authority File: 8202
- WorldCat: E39PBJhCHkCbgvhFPp8pCfvCQq